# … pour un maillot jaune
Pour les articles homonymes, voir Maillot jaune.
Pour plus de détails, voir Fiche technique et Distribution.
… pour un maillot jaune est un court métrage documentaire français réalisé par Claude Lelouch sorti en 1965.
Tourné durant le Tour de France 1965, le film constitue un hommage au maillot jaune.

## Fiche technique
- Date de sortie : 1965
- Réalisateur : Claude Lelouch
- Image : Patrice Pouget et Claude Lelouch
- Montage : Claude Barrois
- Durée: 35 minutes

## Distribution
Dans leurs propres rôles :
- Frank Alamo
- Michel Barbey
- Felice Gimondi
- Nancy Holloway
- Raymond Poulidor
- Rik Van Looy